# Cincinnati Celts
Cincinnati Celts fue el primer equipo de fútbol profesional en jugar en Cincinnati, Ohio. El equipo jugó en la no oficial "Ohio League" y la American Professional Football Association (actual National Football League). Los Celts fueron un equipo itinerante, jugando todos sus juegos de APFA en los estadios de otras ciudades. En su única temporada en el APFA de 1921, el equipo tuvo un récord de 1-3. Durante todo el periodo de existencia del equipo, los Celts fueron entrenados por Mel Doherty, quien también fue el Center del equipo.

## Temporadas
| Año  | V | D | E | Resultado | Entrenador  |
| ---- | - | - | - | --------- | ----------- |
| 1921 | 1 | 3 | 0 | 13th      | Mel Doherty |

### Calendario
| Semana | Día                     | Oponente                    | Resultado |
| ------ | ----------------------- | --------------------------- | --------- |
| 1      | 2 de octubre de 1921    | @ Akron Pros                | D 41–0    |
| 2      | 16 de octubre de 1921   | @ Muncie Flyers             | V 14–0    |
| 3      | 23 de octubre de 1921   | @ Cleveland Tigers          | D 28–0    |
| 4      | 6 de noviembre de 1921  | @ Fort Wayne Pros           | V 13–0    |
| 5      | 20 de noviembre de 1921 | @ Middletown Miamis         | V 21–14   |
| 6      | 27 de noviembre de 1921 | @ Evansville Crimson Giants | D 48–0    |

- Los juegos en cursiva fueron contra equipos que no pertenecían a la NFL.